# Пію мексиканський
Пію мексиканський (Synallaxis erythrothorax) — вид горобцеподібних птахів родини горнерових (Furnariidae). Мешкає в Мексиці і Центральній Америці.

## Підвиди
Виділяють два підвиди:

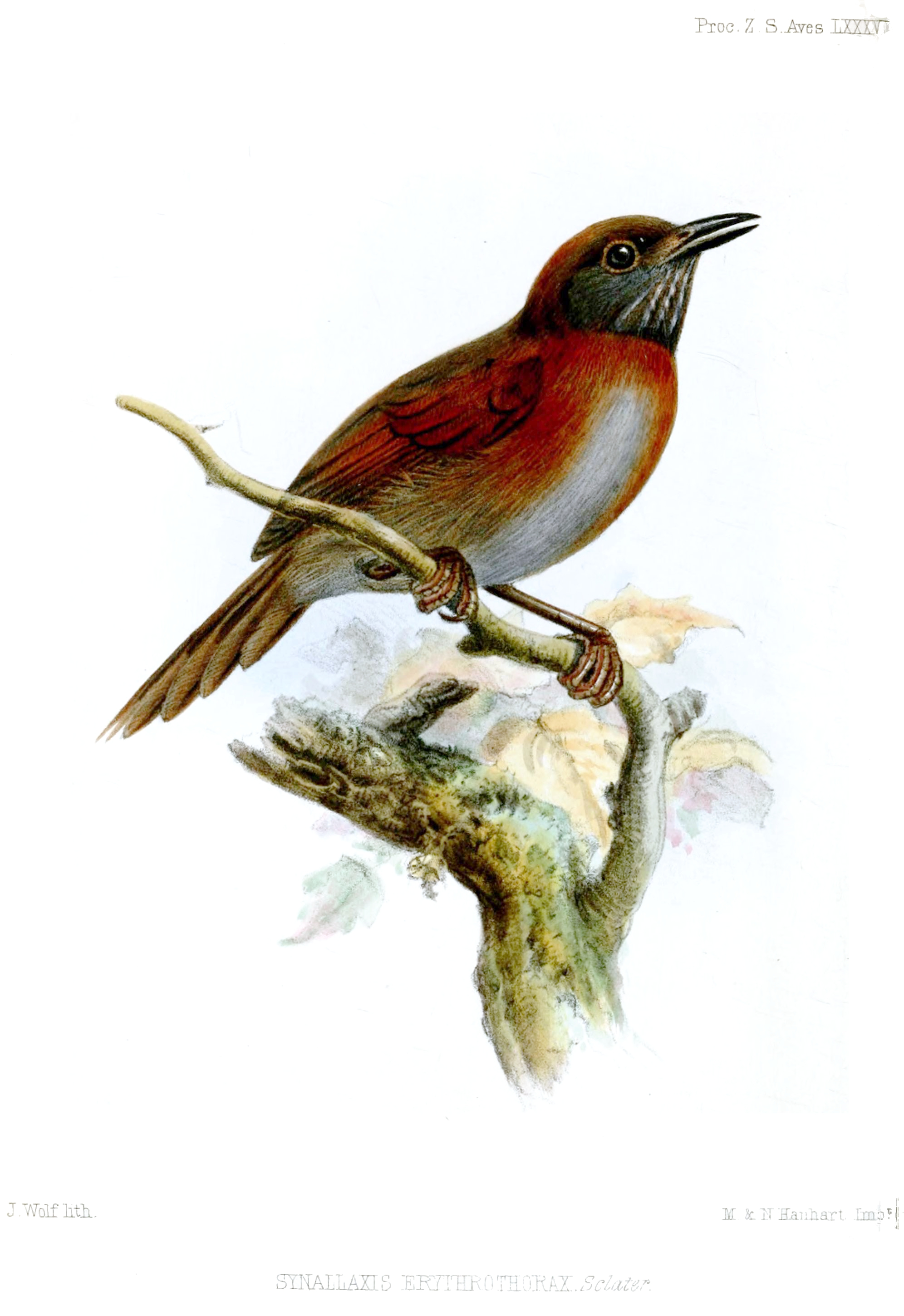
Мексиканський пію

- S. e. erythrothorax Sclater, PL, 1855 — Карибське узбережжя на південному заході Мексики (від південного Веракрусу і півострова Юкатан на південь до північної Оахаки і Табаско), Беліз, північна Гватемала і північно-західний Гондурас;
- S. e. pacifica Griscom, 1930 — Тихоокеанське узбережжя південно-західної Мексики (південний Чіапас), Гватемали і Сальвадору.

## Поширення і екологія
Мексиканські пію мешкають в Мексиці, Белізі, Гватемалі, Гондурасі і Сальвадорі. Вони живуть на узліссях вологих тропічних лісів та в чагарникових заростях. Зустрічаються на висоті до 750 м над рівнем моря.